# Efekt respondencki
Efekt respondencki – nieświadomy wpływ cech respondenta na przebieg wywiadu i na otrzymywane wyniki. Może on być źródłem błędu pomiaru. Efekt respondencki jest konsekwencją tego, że każdy wywiad jest interakcją między ankieterem a respondentem, nie może więc zostać wyeliminowany. 
Odpowiedzi respondenta mogą być uzależnione od tego, w jaki sposób postrzega on ankietera oraz swoją rolę w wywiadzie. W szczególności wartości i normy respondenta (wynikające np. z jego środowiska społecznego) wpływają w istotny sposób na definicję sytuacji wywiadu, a więc na sposób udzielania odpowiedzi (np. szczery/nieszczery, skrótowy/szczegółowy). Duże znaczenie mogą mieć także stereotypy płciowe czy etniczne podzielane przez respondenta. Również uznanie jakiejś odpowiedzi za "prawidłową" (np. pożądaną przez ankietera lub moralnie słuszną) może powodować podawanie jej za własną. 
Innym rodzajem efektu respondenckiego jest efekt uczenia się odpowiedzi respondentów, zauważalny szczególnie w długotrwałych badaniach panelowych. Powtarzalność pomiaru powoduje, że respondenci – wiedząc, o co będą pytani – wyrabiają sobie opinie, zmieniają je (np. dbając o spójność odpowiedzi) lub odpowiadają w sposób rutynowy. Zachowania te mają w dużej mierze charakter nieświadomy.